# Jan Morávek
Jan Morávek (Praag, 1 november 1989) is een Tsjechisch betaald voetballer die bij voorkeur als middenvelder speelt. Hij verruilde in juli 2012 FC Schalke 04 voor FC Augsburg, dat hem in het voorgaande halfjaar al huurde.

## Clubcarrière
Morávek stroomde in 2006 door uit de jeugdopleiding van FC Bohemians 1905 Praag. Nadat hij hier twee seizoenen in het eerste elftal speelde, presenteerde FC Schalke 04 hem op 16 juni 2009 als nieuwe aankoop. De Duitsers kwamen een transferbedrag van anderhalf miljoen euro overeen voor Morávek, maar na twee maanden ging de Tsjechische voetbalbond zich met de zaak bemoeien. Bohemians had geklaagd dat Schalke de transfersom nog niet had betaald. Schalke wilde de speler weer laten gaan en hoopte op teruggave van het transfergeld. Een dag later kreeg Moravék toch toestemming voor de transfer omdat Bohemians geschrokken was van het eventuele afblazen van de transfer.

## Interlandcarrière
Morávek kwam uit voor Tsjechië onder 19 en onder 21, alvorens in 2010 zijn debuut te maken in het Tsjechisch voetbalelftal.

## Erelijst
| DFL-Supercup | 1x | 2011 |

1 Dahmen ·
2 Gumny ·
3 Pedersen ·
4 Oxford ·
5 Matsima ·
6 Gouweleeuw  ·
7 Kabadayı ·
8 Rexhbeçaj ·
9 Essende ·
10 Maier ·
11 Wolf ·
13 Giannoulis ·
15 Mounié ·
16 Zesiger ·
17 Jakić ·
19 Onyeka ·
20 Claude-Maurice ·
21 Tietz ·
22 Labrović ·
24 Jensen ·
31 Schlotterbeck ·
32 Framberger ·
36 Kömür ·
37 Berisha ·
44 Koudossou ·
47 Banks ·
Coach: Thorup